# 何绍基墓
何绍基墓坐落在中国湖南省长沙市天心区新开铺街道石人村石竹坳东山坡，是清朝诗人、画家、书法家何绍基的墓。

## 规格
该墓坐西朝东，墓围为花岗石材质。冢首竖着祁阳石墓碑，主碑阴刻楷书“何公子贞大人墓”。两侧耳碑阴刻何绍基生平，墓前建有护栏、华表，另有石凳、石桌、石炉等。
何绍基墓为湖南省文物保护单位。2014年，建成绍基文化社区公园。

## 图集

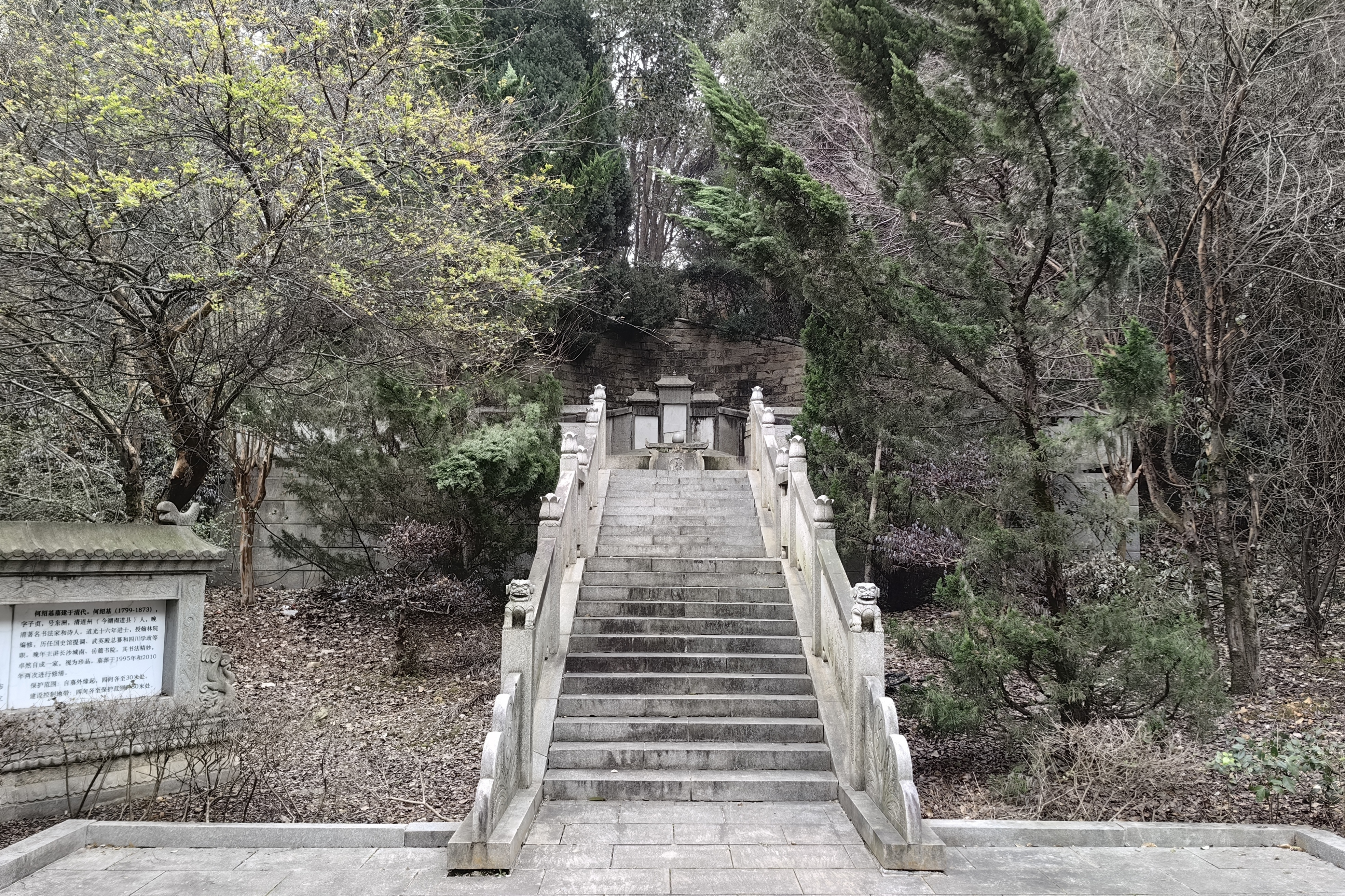
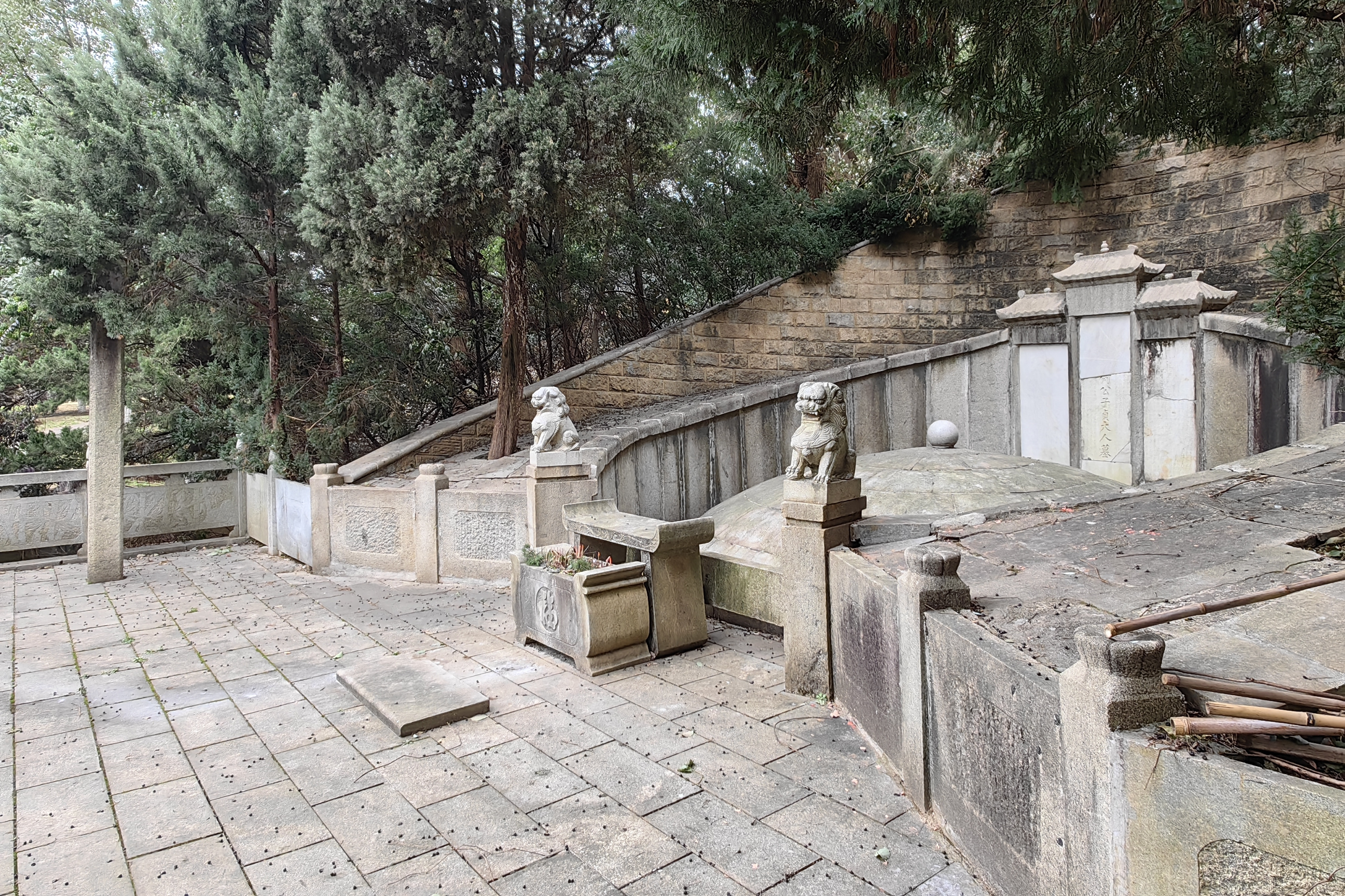
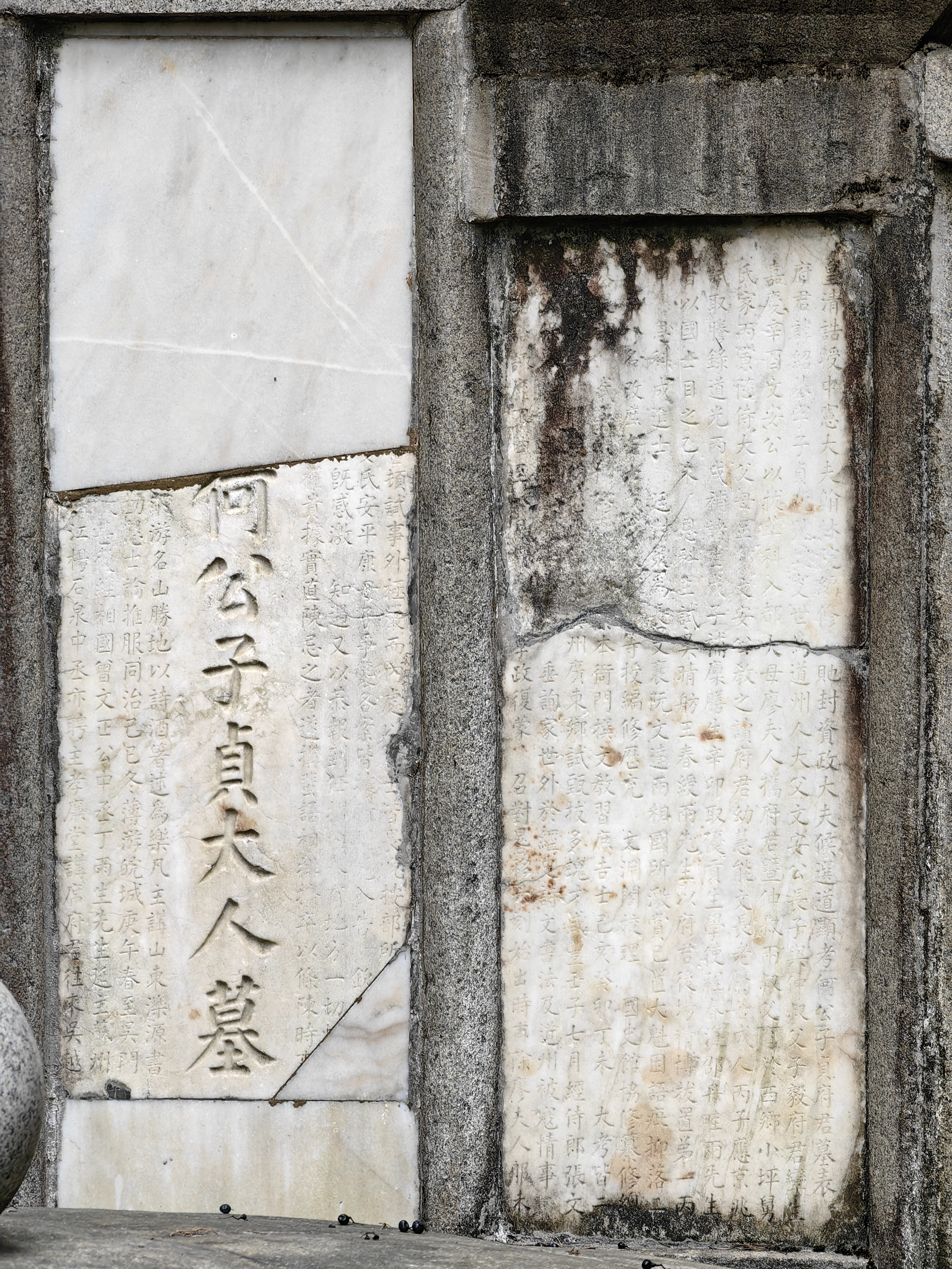
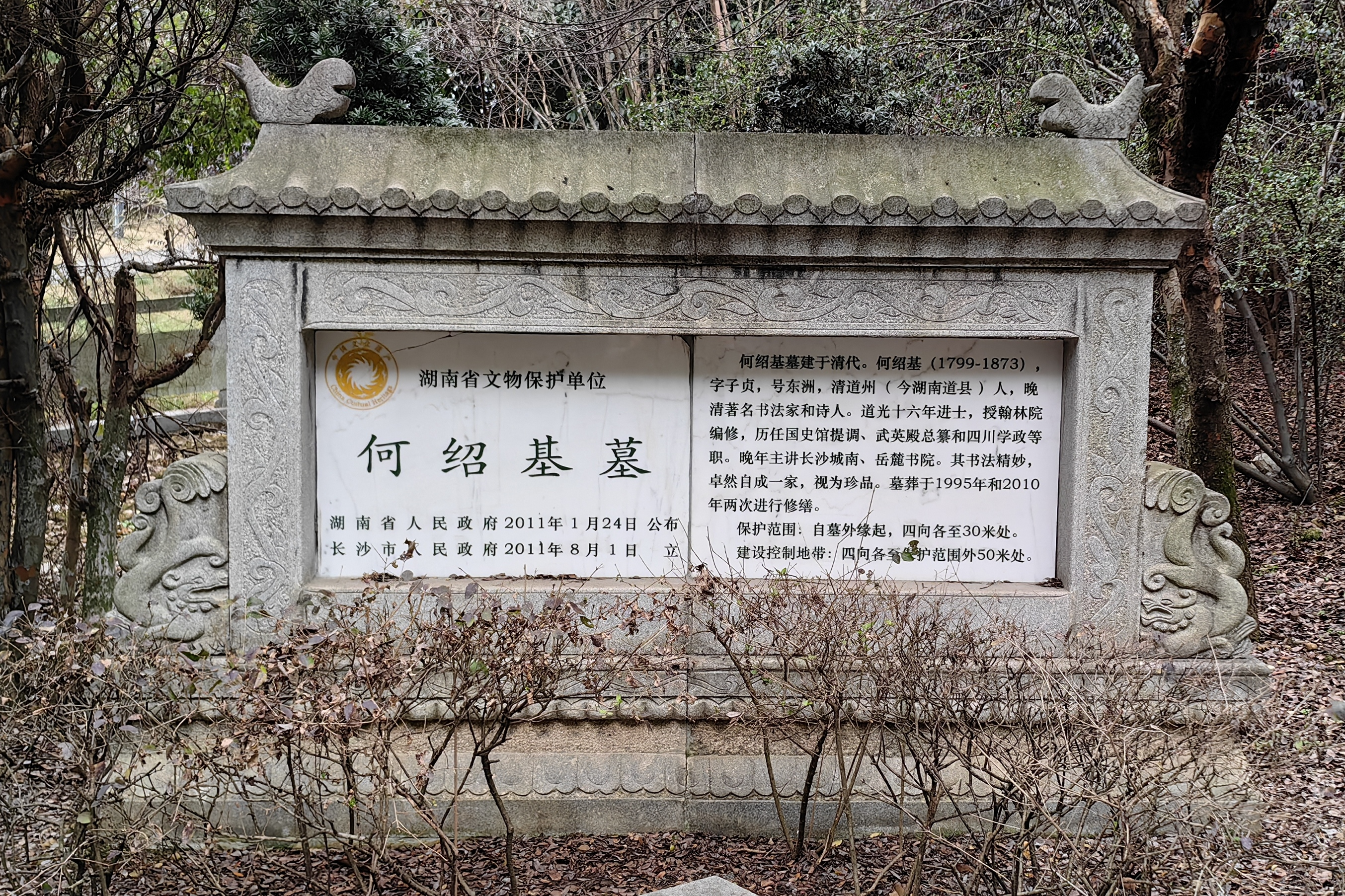